# Monisme (politiek)
Monisme is een zeer sterke verwevendheid van het parlement en de regering, oftewel de wetgevende macht en de uitvoerende macht.
Tegenhanger van het monisme is het dualisme, waarbij wetgevende en uitvoerende macht meer door van elkaar onafhankelijke organen worden uitgeoefend. Zullen bij een dualistisch systeem gauw de verschillen tussen het parlement en de regering liggen, in een monistisch systeem zal er eerder botsing zijn tussen de regering en de coalitiepartijen in het parlement enerzijds en de oppositiepartijen in het parlement anderzijds.
Een bij uitstek monistisch systeem is er in onder andere het Verenigd Koninkrijk, Canada, Australië en Nieuw-Zeeland. De leden van de regeringen van deze landen maken – behalve het staatshoofd, de koning(in) van het Verenigd Koninkrijk) – allen deel uit van het parlement (in het Verenigd Koninkrijk is dat het Lagerhuis). In die hoedanigheid stemmen zij mee over hun eigen beleid. Er is hier dus geen duidelijk scheiding tussen uitvoerende en wetgevende macht. Weinig monisme is er in staatsvormen met een sterk dualistische inslag, zoals in de Verenigde Staten van Amerika.

## Nederland

### Landelijk
In Nederland is er vooral sprake van monisme in de landelijke politiek. Zo voelen de coalitiefracties zich ook verbonden aan het regeerakkoord en is er het wekelijkse bewindspersonenoverleg. In dit overleg spreken ministers en staatssecretarissen van een partij met de belangrijkste personen van hun coalitiefractie over de belangrijkste politieke kwesties.

### Waterschappen
Bij de Waterschappen in Nederland is nog steeds sprake van monisme. De Algemeen bestuursleden vormen het bestuur waarbij enkele leden van het AB als Dagelijks bestuur optreden. Dit betekent dat een Dagelijks bestuurslid zijn zetel en het stemrecht als onderdeel van het Algemeen bestuur behoudt. De meeste zetels voor het bestuur van Waterschappen worden door verkiezingen verkregen. De overige zetels zijn de geborgde zetels en worden zonder verkiezingen verdeeld tussen de partijen; Natuurterreinen, bedrijven en ongebouwd.
Deze geborgde zetels voor groepen met specifieke belangen zoals de grondbezitters oftewel ingelanden. Deze bestuursleden worden niet gekozen, maar benoemd door de Land- en Tuinbouworganisatie (LTO), de Kamer van Koophandel en de Vereniging van Bos- en Natuurterreineigenaren (VBNE).

### Lokaal
Op lokaal niveau betekent monisme dat wethouders bij aanstelling hun zetel en daarmee stemrecht als onderdeel van de gemeenteraad kunnen behouden. Bestuurlijke verantwoordelijkheden werden volgens het rapport van de commissie-Elzinga door de burger als onoverzichtelijk ervaren, immers wethouders konden als onderdeel van het college van B&W voorstellen lanceren, om deze als onderdeel van hun raadsfractie vervolgens weer te torpederen. Omgekeerd werden raadsleden, als ze zich (té) kritisch controlerend opstelden, gewezen op het feit dat ze voor genomen maatregelen bestuurlijk medeverantwoordelijkheid droegen. Op 7 maart 2002 trad de Wet dualisering gemeentebestuur in werking, sindsdien staan raadsleden onafhankelijker tegenover het dagelijks bestuur van Burgemeester en Wethouders. Met de invoering van de Wet dualisering gemeentebestuur heeft de gemeenteraad een kaderstellende en controlerende functie gekregen, het college van B&W een bestuurlijke- en uitvoerende taak. Met de nieuwe taken en bevoegdheden wordt de gemeenteraad geacht beter in staat te zijn om het bestuur te controleren en hun kiezers beter te vertegenwoordigen.